# Савршена студенткиња
Савршена студенткиња (енгл. The Perfect Student) је амерички филм, из 2011.

## Радња
Када на универзитетском дворишту, дође до убиства младе студенткиње Лоре, посумња се да је за тај злочин крива њена сустанарка Џордан, одлучи призната професорка криминологије Никол Џонсон, решити то мистериозно убиство. Неверује да би управо њена најбоља студенткиња Џордан, била способна за тако нешто. Након што је Џордан пуштена из притвора, почињу да се гомилају докази о Џорданиној кривњи. Али и сама Никол схвати да се нашла у огромној опасности. Неко је стално прати-неко ко у уистину не жели да се сазна права истина, каква год била.

## Улоге
| Глумац             | Улога          |
| ------------------ | -------------- |
| Наташа Хенстриџ    | Никол Џонсон   |
| Брија Грант        | Џордан         |
| Џози Дејвис        | Тара           |
| Џеј Пикет          | Џон            |
| Мајкл Боуен        | Детектив Вокер |
| Карлсон Јанг       | Лора           |
| Александер Диперша | Џејк           |
| Вилсон Бетел       | Трент          |
| Џон Колтон         | Др Вилијамс    |
| Ники Мур           | Хедли          |
| Роберт Нири        | Кајл Џонсон    |
| Каја Коли          | Синди Вилијамс |
| Џуд Џерард Прест   | Аторни Шоу     |
| Скот Ентони Лит    | Дојли Рид      |